# Eparchia di Bratislava
L'eparchia di Bratislava (in latino: Eparchia Bratislaviensis ritus byzantini) è una sede della Chiesa greco-cattolica slovacca suffraganea dell'arcieparchia di Prešov. Nel 2022 contava 17.620 battezzati. È retta dall'eparca Peter Rusnák.

## Territorio
L'eparchia comprende i fedeli di rito bizantino della Slovacchia occidentale e centrale, con le regioni di Bratislava, Trnava, Nitra, Trenčín, Žilina e Banská Bystrica.
Sede eparchiale è la città di Bratislava, dove si trova la cattedrale dell'Esaltazione della Santa Croce (Katedrálny chrám Povýšenia vznešeného a životodarného Kríža).
Il territorio è suddiviso in 15 parrocchie raggruppate in 4 protopresbiterati (equivalenti ai decanati delle diocesi latine): Bratislava-Trnava, Banská Bystrica, Nitra-Trenčín e Žilina.

## Storia
L'eparchia è stata eretta il 30 gennaio 2008 con la bolla Complures saeculorum di papa Benedetto XVI, ricavandone il territorio dall'eparchia di Prešov, che contestualmente è stata elevata al rango di arcieparchia metropolitana.

## Cronotassi dei vescovi
Si omettono i periodi di sede vacante non superiori ai 2 anni o non storicamente accertati.
- Peter Rusnák, dal 30 gennaio 2008

## Statistiche
L'eparchia nel 2022 contava 17.620 battezzati.
| anno | popolazione | popolazione | popolazione | presbiteri | presbiteri | presbiteri | presbiteri                | diaconi | religiosi | religiosi | parrocchie |
| anno | battezzati  | totale      | %           | numero     | secolari   | regolari   | battezzati per presbitero | diaconi | uomini    | donne     | parrocchie |
| ---- | ----------- | ----------- | ----------- | ---------- | ---------- | ---------- | ------------------------- | ------- | --------- | --------- | ---------- |
| 2009 | 20.000      | ?           | ?           | 22         | 20         | 2          | 909                       |         | 2         | 2         | 15         |
| 2012 | 14.941      | ?           | ?           | 20         | 17         | 3          | 747                       |         | 3         |           | 15         |
| 2015 | 16.986      | ?           | ?           | 19         | 18         | 1          | 894                       |         | 1         |           | 15         |
| 2018 | 17.234      | ?           | ?           | 21         | 20         | 1          | 820                       |         | 1         |           | 15         |
| 2020 | 17.516      | ?           | ?           | 21         | 21         |            | 834                       | 1       |           |           | 15         |
| 2022 | 17.620      | ?           | ?           | 23         | 22         | 1          | 766                       | 1       | 1         |           | 15         |